# Rode boomloper
De rode boomloper (Margarornis rubiginosus) is een zangvogel uit de familie Furnariidae (ovenvogels).

## Verspreiding en leefgebied
Deze soort komt voor in Midden-Amerika en telt twee ondersoorten:
- M. r. rubiginosus: Costa Rica en westelijk Panama.
- M. r. boultoni: centraal Panama.

## Status
De grootte van de populatie is in 2019 geschat op 20.000-50.000 volwassen vogels. Op de Rode lijst van de IUCN heeft deze soort de status niet bedreigd.